# Sluis Maasbracht
Sluis Maasbracht, is een complex van schutsluizen ten westen van de Nederlandse plaats Maasbracht, waar het Julianakanaal uitstroomt in de Maas. De eerste sluis op deze plaats werd eind jaren 1920 tegelijk met het kanaal aangelegd in het kader van de Maasverbetering. In  1966 is deze vervangen door een complex uit drie sluiskolken, een drielingsluis. De oostelijke sluiskolk is in 2012 verlengd toen de vaarweg geschikt werd gemaakt voor schepen tot 135 meter en duwstellen tot 190 meter, CEMT-klasse Va.

## Context
Het Julianakanaal in Nederlands Limburg ligt langs de Maas en voert een groot deel van het Maaswater door. De beroepsvaart op dit tracé gaat uitsluitend via het Julianakanaal, waar de waterstand veel stabieler gehouden kan worden dan in de kronkelige Maas, die als regenrivier erg wisselvallig is. Het kanaal begint als aftakking van de Maas bij het stuw- en sluiscomplex Borgharen ten noorden van Maastricht en eindigt na 36 kilometer bij Wessem, waar het Julianakanaal, de Maas en het Kanaal Wessem-Nederweert samenkomen.
Vanaf 1961 werden diverse werken voltooid om de Maas en het Julianakanaal geschikt te maken voor de grotere schepen die toen in zwang kwamen. Het belangrijkste was de opheffing van een stroomopwaarts knelpunt dat bekendstond als de Stop van Ternaaien in 1961. Toen hier veel grotere schepen konden doorvaren vanaf het Albertkanaal, werd het nodig om ook andere knelpunten aan te pakken: in 1962 de tweelingsluis van Born en in 1964 de sluis van Maasbracht. Het kanaal telde toen nog vier schutsluizen, van bovenstrooms af: Sluis Borgharen, Sluis Born, Sluis Roosteren en Sluis Maasbracht. Born en Maasbracht kregen in de jaren 1960 een groter verval, waardoor Roosteren, met een verval van zeven meter, geëlimineerd kon worden.

## Beschrijving
De eerste aanbestedingen voor de oorspronkelijke sluis waren in 1926 en op zijn laatst in 1929 was de sluis bevaarbaar. Deze lag direct ten oosten van de huidige sluizen en had een veel kleiner verval dan de huidige, slechts zo'n zeven meter. Meer kon de sluis ook niet aan, dus de nieuwe sluizen moesten gebouwd worden terwijl de bovenstroomse sluis bij Roosteren nog in werking was. Vanwege het verval bij Roosteren stond het water in het kanaalpand tussen Roosteren en Maasbracht laag, zodat de nieuwe sluizen een diepe sluisdrempel moesten hebben.
Het vernieuwde complex werd op 13 september 1966 geopend door koningin Juliana. Het omvat drie sluizen die toen identieke schutkolken hadden, met een lengte van 142 meter en een breedte van 16 meter. Zodra de nieuwe sluizen klaar waren werd het kanaalpeil met aanzienlijk verhoogd. Dit was in april 1967 voltooid, waarna de sluis van Roosteren is gesloopt. De kostbare diepe drempels en hoge sluisdeuren van Maasbracht waren dus maar zeven maanden nodig.
Het toeleidingskanaal aan de benedenkant van de gedempte oude sluis bestaat nog. Deze noordelijke invaart fungeert anno 2024 als haven, met voorzieningen om schepen en woonboten af te meren; eromheen loopt een toegangsweg met de naam Oude Sluis. Het zuidelijke deel van de oude sluis is verdwenen onder de zwaardere dijken die nodig waren vanwege het verhoogde peil. Een gedeelte van de oude sluismuur is anno 2024 nog zichtbaar.
Het verval in Maasbracht is kleiner dan de 13,68 meter bij het Belgische Ternaaien, maar in Nederland zijn ze recordhouder met 11,85 meter. Nummer twee is Sluis Born met 11,35 meter. Vanwege het grote verval hebben ze drijvende meerpalen.

### Verlenging sluizen
Eind 2006 werd besloten de oostelijke kolk tot 225 meter te verlengen voor grotere en langere schepen in het kader van de opwaardering van het Julianakanaal. In juli 2008 is de eerste fase gegund aan de Belgisch-Nederlandse aannemerscombinatie Besix/Mourik Limburg. Daarbij werden drie verlengingen en groot onderhoud gecombineerd: ook Sluis Born werd aangepast, evenals Sluis Heel in het Lateraalkanaal Linne-Buggenum. Deze fase begon in september 2009 en de officiële opening was op 26 november 2012. De verlengde en grotendeels nieuwe sluis in Maasbracht had niet zulke diepe drempels nodig als de oude en het verschil met de twee niet verlande sluizen is duidelijk zichtbaar als de kolken beneden staan.
Naar verwachting worden de werken aan het Julianakanaal in 2025 afgerond. De vaarweg wordt geschikt gemaakt voor CEMT-klasse Vb: tweebaks duwvaart met duwstellen van 190 meter, 11,4 meter breed en 3,5 meter diepgang. Deze diepgang is vooralsnog alleen stroomafwaarts toegestaan en is vergunningsplichtig.